# هیینگتون، کانتی دورام

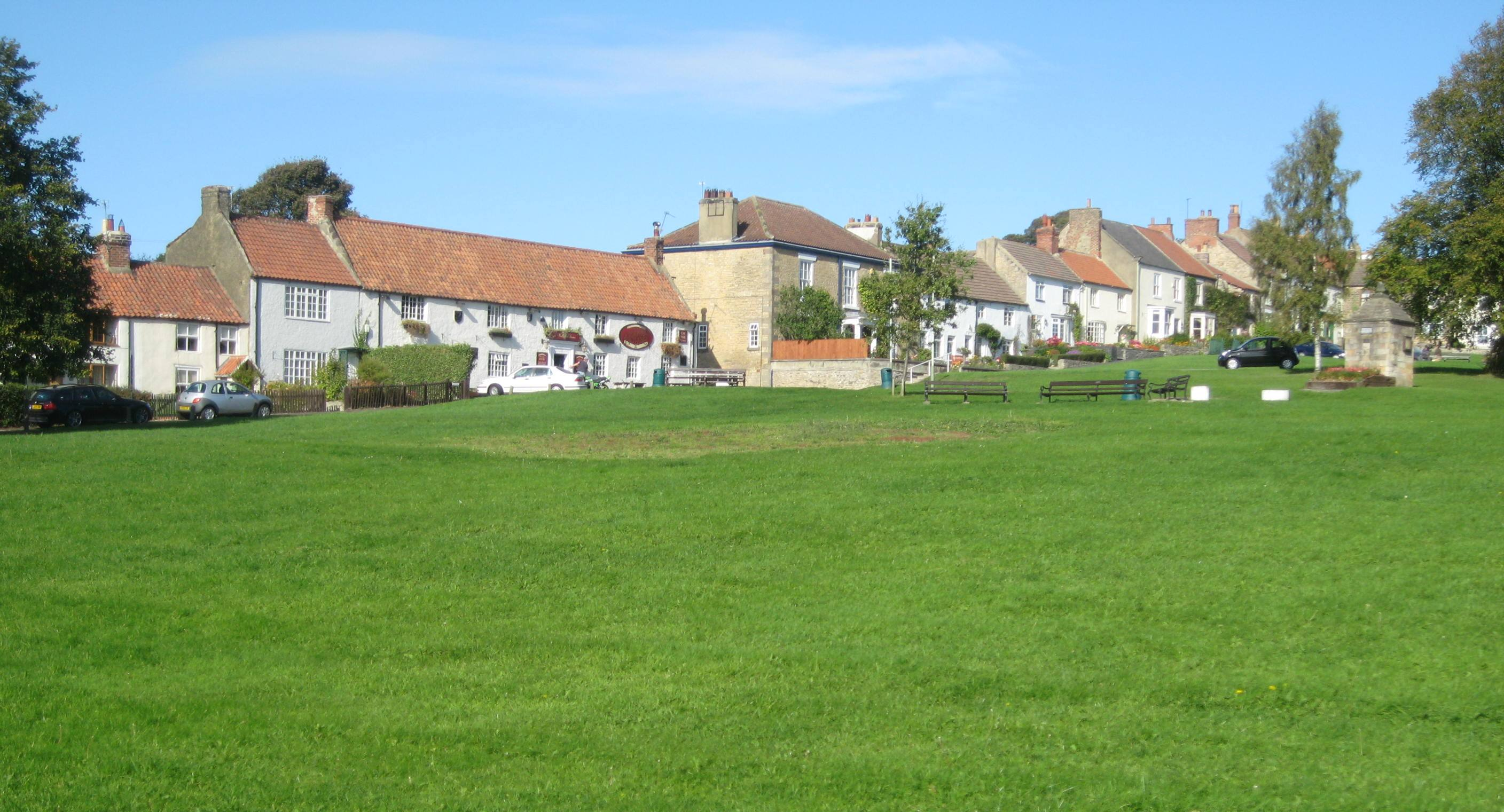
هیینگتون، کانتی دورام، بریتانیا

هیینگتون (به انگلیسی: Heighington) یک روستا و محله مدنی در بریتانیا است که در Darlington واقع شده‌است. هیینگتون ۲٬۳۹۵ نفر جمعیت دارد.